# Кипар на Светском првенству у атлетици на отвореном 2022.
Кипар је учествовао на 18. Светском првенству у атлетици на отвореном 2022. Јуџину  од 15. јула до 25. јула седамнаести пут. Није учествовао 2011. године. Репрезентацију Кипра представљало је 4 атлетичара (2 мушкарца и 2 жене) који су се такмичили у 4 дисциплине (2 мушке и 2 женске).,
На овом првенству такмичари Кипра нису освојили ниједну медаљу нити су остварили неки резултат.

## Учесници
| Мушкарци: - Милан Трајковић — 110 м препоне - Апостолос Парелис — Бацање диска | Жене: - Оливија Фотопулу — 200 м - Филипа Фотопулу — Скок удаљ |

## Резултати

### Мушкарци
| Атлетичар         | Дисциплина    | Лични рекорд | Квалификације | Квалификације | Полуфинале | Полуфинале | Финале                | Финале       | Детаљи |
| Атлетичар         | Дисциплина    | Лични рекорд | Резултат      | Место         | Резултат   | Место      | Резултат              | Место        | Детаљи |
| ----------------- | ------------- | ------------ | ------------- | ------------- | ---------- | ---------- | --------------------- | ------------ | ------ |
| Милан Трајковић   | 110 м препоне | 13,25 НР     | 13,52 КВ      | 2. у гр. 5    | 13,49      | 6. у гр. 2 | Нису се квалификовали | 19 / 38 (40) |        |
| Апостолис Парелис | бацање диска  | 66,32 НР     | 62,46         | 11. у гр. А   |            |            | Нису се квалификовали | 16 / 29 (30) |        |

### Жене
| Атлетичарка      | Дисциплина | Лични рекорд | Квалификације | Квалификације | Полуфинале            | Полуфинале            | Финале                | Финале                | Детаљи |
| Атлетичарка      | Дисциплина | Лични рекорд | Резултат      | Место         | Резултат              | Место                 | Резултат              | Место                 | Детаљи |
| ---------------- | ---------- | ------------ | ------------- | ------------- | --------------------- | --------------------- | --------------------- | --------------------- | ------ |
| Оливија Фотопулу | 200 м      | 22,99        | 23,25         | 4. у гр. 6    | Није се квалификовала | Није се квалификовала | Није се квалификовала | 27 / 44 (45)          |        |
| Филипа Фотопулу  | Скок удаљ  | 6,79         | Без пласмана  | Без пласмана  |                       |                       | Није се квалификовала | Није се квалификовала |        |